# Las Huacas (Panama)
Las Huacas è un comune (corregimiento) della Repubblica di Panama situato nel distretto di Natá, provincia di Coclé. Si estende su una superficie di 90,2 km² e conta una popolazione di 1.585 abitanti (censimento 2010).